# Interstate 8
L'Interstate 8 (I-8) è un'autostrada della Interstate Highway nel sud-ovest degli Stati Uniti che si estende per 563,82 chilometri collegando Sunset Cliffs Boulevard a San Diego con Casa Grande in Arizona.